# Wegekreuz Lustheide

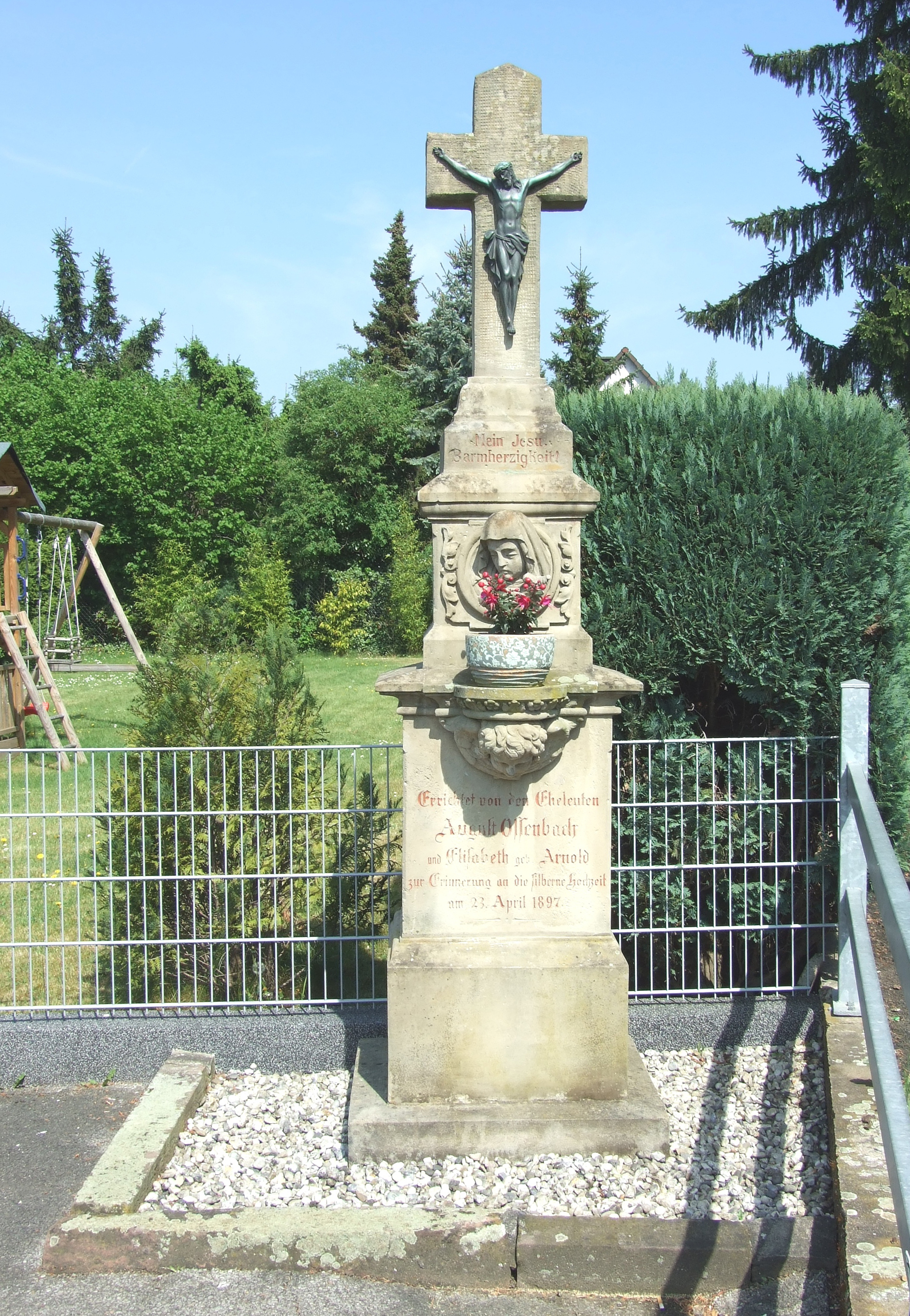
Gesamtansicht (2014)

Das Wegekreuz in Lustheide, einem Stadtteil von Bergisch Gladbach, ist ein unter Denkmalschutz stehendes Baudenkmal. Sein Standort ist rechts des Hauses Lustheide 44 am Rande, des diesem zugehörigen Parkplatzes, am Verbindungsweg von der als Landesstraße 136 ausgewiesenen Straße Lustheide zur Straße Im Hilgersfeld.

## Geschichte
Im Jahr 1876 erwarb der aus Lindlar stammende Bäcker August Ossenbach gemeinsam mit seiner aus Kürten gebürtigen Ehefrau Elisabeth Ossenbach, geborene Arnold das womöglich älteste Gasthaus auf der Lustheide,:39 einer alten Straßensiedlung, die in ihrem Namen auf das hochmittelalterliche Gut auf der Lauffsheiden Bezug nimmt.:263 Eine Gastwirtschaft ist an dieser Stelle erstmals für 1626 nachgewiesen, als deren Betreiber Jahn Mottenkopf Erwähnung findet. 1688 wird als Wirt und Schöffe Clemens Steingaß genannt. Auf ihn folgen Conrad Schinck (1722), ein Peter Fußbroich, nach dem die Liegenschaft auch Fußbroichs Gut genannt wird und weitere Eigentümer, wobei nicht belegt ist, ob sie alle das Anwesen auch als Gastwirtschaft nutzten.:39
Ossenbach betrieb auf der Lustheide eine Dampfbäckerei, seine Waren fuhr er mit Pferd und Wagen im Bereich des heutigen Stadtbezirks Refrath aus.:39 Er erkannte die gute Lage am Königsforst und empfahl so bereits 1899 durch Schaltung von Anzeigen sein Gasthaus August Ossenbach „Sommerfrischlern, Radfahrern und Touristen“. Bei vorzüglichen Speisen und Getränken, billigen Preisen und guter Bedienung. Während später auch der Beiname Restauration zum Königsforst aufkam, führten Ossenbachs spätestens ab 1900 auch eine Posthilfs- und fungierten als öffentliche Fernsprechstelle. Im Jahr 1920 veräußerte ihre, mit dem Sägewerksbesitzer Carl Niedenhof verheiratete Tochter Therese, dass noch heute als Gastwirtschaft und Restaurant, später auch unter dem Namen Tannenhof geführte Haus, an den Polizeisergeanten Niklaus Kleer.:40
In Erinnerung an die 25. Wiederkehr ihrer Hochzeit (23. April 1872), ließen die Eheleute Ossenbach im Jahr 1897 das noch erhaltene Wegekreuz aufstellen. Als Folge der zunehmenden Bebauung der Lustheide und einem geänderten Zuschnitt des zur Gastwirtschaft gehörenden Grundstücks änderte sich jedoch zwischenzeitlich sein ursprünglicher Standort an den aktuellen. Im Jahr 1998 erhielt das Kreuz zuletzt eine Wiederherstellung, bei der sein Sockel erhöht wurde.:145

## Beschreibung

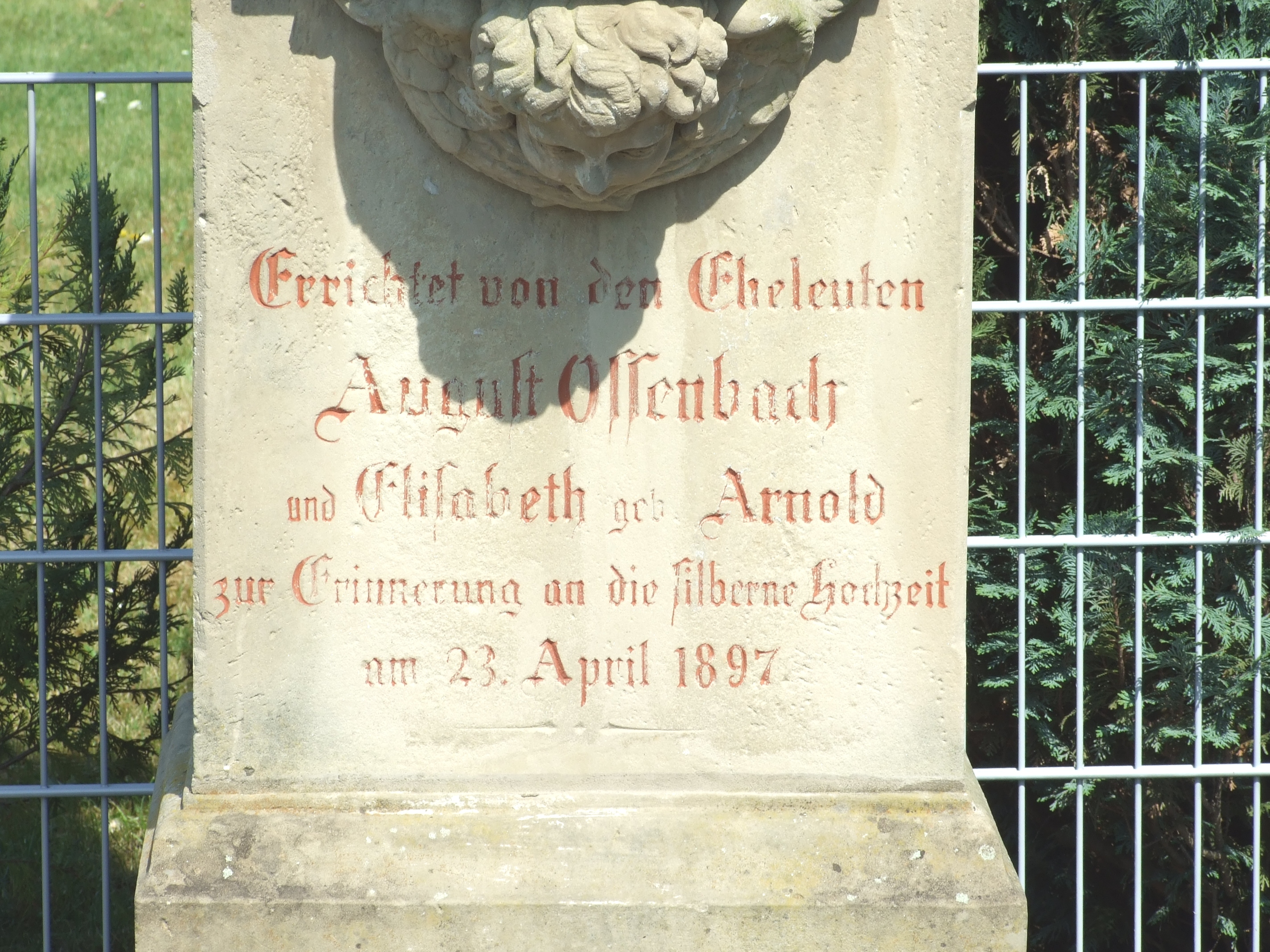
Detail (2014)

Das dreiteilige, aus Sandstein gefertigte Wegekreuz verfügt über einen zweiteiligen Sockel. Darüber der Inschriftblock mit anschließender von Blumenreliefs geschmückter Konsole. Im Mittelteil die steinerne Büste der Mater Dolorosa und zum Abschluss auf einem kleineren, die Inschrift „Mein Jesu, Barmherzigkeit“ tragenden Sockel, das Kreuz mit aufgesetztem bronzenen Kruzifix.:145

„Errichtet von den Eheleuten
 August Ossenbach
 und Elisabeth, geb. Arnold
 zur Erinnerung an die silberne Hochzeit
 am 23. April 1897.“

Die Eintragung des von unbekannter Hand geschaffenen Wegekreuzes in die Denkmalliste der Stadt Bergisch Gladbach erfolgte am 24. Januar 1985 (Denkmal Nr. A 67.)